# Torymus aztecus
Torymus aztecus är en stekelart som beskrevs av Cameron 1905. Torymus aztecus ingår i släktet Torymus och familjen gallglanssteklar. Inga underarter finns listade i Catalogue of Life.